# Haverdal
Haverdal – miejscowość (tätort) w Szwecji, w regionie administracyjnym (län) Halland (gmina Halmstad).
Miejscowość położona jest w prowincji historycznej (landskap) Halland, ok. 15 km na północny zachód od centrum Halmstad na wybrzeżu Kattegatu.
Atrakcją turystyczną Haverdal jest 3-kilometrowa piaszczysta plaża (Haverdalsstrand) z wysokimi wydmami. Część wybrzeża, położona na południe od miejscowości, objęta jest ochroną w ramach programu Natura 2000. Na terenie rezerwatu przyrody Haverdal (Haverdals naturreservat) znajduje się, zaliczana do najwyższych w Skandynawii, wydma nadmorska nazywana Stora Sandkullen, o wysokości ok. 36 m n.p.m.
W 2010 r. Haverdal liczyło 1437 mieszkańców.